# Microsoft Windows Vista
Windows Vista er en version af Microsoft Windows, efterfølgeren til Windows XP, og forgængeren til Windows 7. Den er baseret på NT 6.0 kernen. Den var tidligere givet kodenavnet Longhorn, efter Longhorn Saloon, en populær bar i Whistler, British Columbia (se også andre Microsoft kodenavne). Navnet "Vista" blev annonceret 22. juli 2005.
Microsoft udgav virksomhedsversionen i slutningen af november 2006 og versionen til private blev udgivet d. 30. januar 2007. Det er mere end fem år efter Windows XP blev udgivet, hvilket gør det til den længste tid mellem udgivelser af desktop-versioner af Microsofts Windows.
Windows Vista indeholder mange nye funktioner såsom en ny grafisk brugerflade ved navn Aero, forbedret søgeteknologi, en række nye sikkerhedsforanstaltninger og helt nye netværks-, lyd-, print- og displaykomponenter. Vista forbedrer kommunikationen mellem maskiner i et hjemmenetværk ved brug af peer-to-peer teknologi, der vil gøre det nemt at dele filers adgangskodeindstillinger mellem computere og andre hardwareenheder. Windows Vista har også et helt nyt API med navnet WinFX, baseret på .NET framework, hvilket vil gøre det nemmere for udviklere at lave programmer af høj kvalitet end med forgængeren Win32. Ifølge Bill Gates er det den mest omfattende opdatering siden Windows 95, der blev udgivet for mere end 10 år siden. Systemkravene for Vista, er dog ligeledes langt højere. Officielt skal der mindst 512 megabyte RAM til, men i realiteten er 1024 nødvendigt. Dette skal sammenlignes med at XP var brugbart ved 256 megabyte, og endda 64 megabyte, hvis man brugte en modificeret version (fx TinyXP). Vista har af mange fået kritik for de høje systemkrav, og derved ydelsesnedsættelser. Vista er alligevel et af de hurtigst sælgende Windows-versioner nogensinde. Dette skal dog ses i lyset af den globale vækst og at Microsoft hurtigt stoppede med at sælge XP til nogle af verdens største computerproducenter, som fx Dell og HP.
Windows Vista indeholder også en sidebar, som man kan downloade div. gadgets til, bl.a. radio, kalender og tv-program.

## Nyt i Vista
Vista indeholder en række nye funktioner, som ikke var med i tidligere udgaver af Windows:
- Windows Sidepanel, som kan indeholde en række gadgets, som kan downloades fra f.eks. gallery.live.com
- Windows Mail, Kontaktpersoner og Kalender har udskiftet Outlook Express
- Windows Aero (gennemsigtige vinduer) (ikke i basic)
- Win+Tab, der giver et 3D-scroll gennem åbne vinduer (ikke i basic)
- bedre Alt+Tab, hvor man kan se et billede af det åbne vindue og vælge med musen.
- Stemmegenkendelse (kun i engelske versioner)
- Hurtig søgning
- Man kan se et billede af vinduet, hvis man holder musen over dets ikon på processlinien (ikke i basic)
- ny version af Windows Movie Maker, Windows Media Player, Windows Internet Explorer
- Windows Defender
- Mulighed for at sætte computeren på slumre, en slags pause, uden at den lukker ned.
- Forældrekontrol
- Windows Billedgalleri, Windows DVD Maker
- Spil-mappen (ikke i business)
- mulighed for at forstørre/formindske ikoner
- Windows Media Center (ikke it basic)
- Synkroniseringscenter
- Bedre sikkerhed
- Windows Overførsel
- Mobilitetscenter (downloades via windows update ved tilkobling af en mobilenhed)
- Øget tilgængelighed
- Farvestyring (Color Management)
- med mere